# Гед-оф-те-Гарбор (Нью-Йорк)
Гед-оф-те-Гарбор (англ. Head of the Harbor) — селище (англ. village) в США, в окрузі Саффолк штату Нью-Йорк. Населення — 1520 осіб (2020).

## Географія
Гед-оф-те-Гарбор розташований за координатами 40°53′52″ пн. ш. 73°9′42″ зх. д. / 40.89778° пн. ш. 73.16167° зх. д. (40.897660, -73.161538).  За даними Бюро перепису населення США в 2010 році селище мало площу 7,86 км², з яких 7,27 км² — суходіл та 0,59 км² — водойми.

## Демографія
Згідно з переписом 2010 року, у селищі мешкали 1472 особи в 511 домогосподарстві у складі 413 родин. Густота населення становила 187 осіб/км².  Було 551 помешкання (70/км²).
Расовий склад населення:
| - 95,4 % — білих - 2,6 % — азіатів - 0,7 % — чорних або афроамериканців |

До двох чи більше рас належало 1,0 %. Частка іспаномовних становила 3,1 % від усіх жителів.
За віковим діапазоном населення розподілялося таким чином: 25,5 % — особи молодші 18 років, 56,7 % — особи у віці 18—64 років, 17,8 % — особи у віці 65 років та старші. Медіана віку мешканця становила 45,6 року. На 100 осіб жіночої статі у селищі припадало 102,2 чоловіків;  на 100 жінок у віці від 18 років та старших — 101,3 чоловіків також старших 18 років.
Середній дохід на одне домашнє господарство  становив 225 897 доларів США (медіана — 140 673), а середній дохід на одну сім'ю — 241 332 долари (медіана — 155 357). Медіана доходів становила 128 167 доларів для чоловіків та 82 188 доларів для жінок. За межею бідності перебувало 5,0 % осіб, у тому числі 5,5 % дітей у віці до 18 років та 4,4 % осіб у віці 65 років та старших.
Цивільне працевлаштоване населення становило 646 осіб. Основні галузі зайнятості: освіта, охорона здоров'я та соціальна допомога — 35,0 %, науковці, спеціалісти, менеджери — 16,4 %, фінанси, страхування та нерухомість — 12,2 %, мистецтво, розваги та відпочинок — 8,4 %.